# 1852 en Italie
Chronologie de l'Italie
- 1848
- 1849
- 1850
- 1851
- 1852
- 1853
- 1854
- 1855
- 1856

## Événements
- 4 février : connubio, rapprochement du  centre droit de Camillo Cavour avec le centre gauche de Rattazzi[1]. Le 16 mai, Cavour doit démissionner du gouvernement piémontais[2].
- 17 mars : Annibale De Gasparis découvre — depuis le dôme nord de l'Observatoire astronomique de Capodimonte — Psyché[3], un des plus gros astéroïdes jamais observé avec 250 kilomètres de diamètre.
- 6 mai : Léopold II de Toscane abroge la Constitution qu’il a lui-même octroyée en 1848[4].

- 21 mai : Gouvernement D'Azeglio II au Piémont-Sardaigne[5]. Massimo d'Azeglio, mis en difficulté par le rejet d'un projet de loi sur le mariage civil, démissionne le 22 octobre[6].
- 5 juillet : la chambre sarde approuve la loi sur le mariage civil. Elle est repoussée par le Sénat le 15 décembre et définitivement abandonnée par décret royal le 22 décembre[7].
- 11 juillet : création au Piémont du Corpo delle Guardie di Pubblica Sicurezza, à l’origine de la Police nationale italienne[8].

- 4 novembre : Gouvernement Cavour I. Camillo Cavour devient président du Conseil du Piémont-Sardaigne[9]. Il aspire à l’unité, et sait qu’elle ne se fera pas sans guerre. Il veut y préparer le Piémont moralement, politiquement, économiquement et diplomatiquement. Il s’attache à affermir le pouvoir du roi face à l’Église et à développer l’économie du Piémont. Il fait appel à des capitaux étrangers, français (banque Rothschild) et britanniques (Barings et Hambros)[10].
- 7 décembre : exécution par pendaison, dans la vallée de Belfiore, de Enrico Tazzoli, Angelo Scarsellini, Carlo Poma, Bernardo De Canal et Giovanni Zambelli[11].

## Naissance en 1852
- 8 janvier : Giovanni Frattini, mathématicien, connu pour ses contributions à la théorie des groupes. († 21 juillet 1925)
- 31 janvier : Costantino Barbella, sculpteur. († 5 décembre 1925)
- 5 mai : Pietro Gasparri, cardinal italien de la Curie romaine († 18 novembre 1934).
- 6 juillet  : Vincenzo Gemito, sculpteur, dessinateur et orfèvre. († 1er mars 1929)
- 24 juillet : Leonardo Fea, explorateur, zoologiste et peintre. († 27 avril 1903)
- 26 juillet : Pietro Aldi, peintre académique connu pour ses sujets à thème historique. († 18 mai 1888)
- 22 août : Alfredo Oriani, écrivain, historien et poète. († 18 octobre 1909)
- 31 août : Gaetano Previati, peintre († 21 juin 1920).
- 14 novembre : Antonio Mancini, peintre, rattaché au mouvement pictural des Macchiaioli. († 28 décembre 1930)
- 8 décembre : Ermanno Stradelli, explorateur, géographe et photographe.(† 21 mars 1926)
- 10 décembre : Antonino Paternò-Castello, homme politique, ministre des Affaires étrangères du royaume d'Italie de 1905 à 1906 et de 1910 à 1914. († 16 octobre 1914)

## Décès en 1852
- 9 mars : Giacomo Conca, 65 ans, peintre de la période néoclassique. (° 6 février 1787).
- 10 mars : Giuseppe Mazzini, révolutionnaire et patriote, fervent républicain et combattant pour la réalisation de l'unité italienne, un temps en exil à Marseille. (° 22 juin 1805).
- 23 avril : Pier Dionigi Pinelli, 47 ans, homme politique italien, député, président de la chambre des députés du royaume de Sardaigne et ministre de l’Intérieur sous Victor-Emmanuel II. (° 25 mai 1804)
- 26 octobre : Vincenzo Gioberti, 51 ans, prêtre, philosophe et homme politique libéral, l'un des théoriciens et des acteurs du Risorgimento, mort en exil à Paris. (° 4 avril 1801).
- 7 décembre : Angelo Scarsellini, 29 ans,  patriote  de l'Unité italienne, l'un des martyrs de Belfiore. (° 8 juin 1823)